# اهلام
اهلام (به آلمانی: Ahlum) یک منطقهٔ مسکونی در آلمان است که در Rohrberg واقع شده‌است.

## خصوصیات
اهلام ۱۶٫۳۸ کیلومترمربع مساحت دارد ۴۰ متر بالاتر از سطح دریا واقع شده‌است.